# Мері Блер
Ме́рі Блер (Мері Ро́бінсон) (англ. Mary Blair (Mary Robinson); 21 жовтня 1911 року — 26 липня 1978 року) — американська художниця, дизайнерка та ілюстраторка, найбільш відома за роботу, виконану для «The Walt Disney Company». Блер зробила дивовижну художню концепцію для таких анімаційних фільмів, як «Аліса в Країні чудес», «Пітер Пен», «Попелюшка» та інших.

## Біографічні дані
Народилася 21 жовтня 1911 року в місті Макалістер, штат Оклахома, США.
Ще в малому віці Мері Браун Робінсон переїхала до Техасу, а згодом, у віці близько 7 років, до Каліфорнії. Закінчивши коледж у Сан-Хосе, Мері виграла стипендію у відомому Художньому інституті Швінара в Лос-Анджелесі, де викладали Прют Картер, Морґан Расел і Лоренс Мьорфі.
У 1934 році вона вийшла заміж за іншого художника Лі Еверета Блера (1 жовтня 1911 — 19 квітня 1993).
Відійшла в інший світ у віці 66 років від крововиливу у мозок 26 липня 1978 року в Сокелі, штат Каліфорнія, США.

## Нагороди, вшанування
У 1991 році Мері посмертно визнана як «Легенда Діснея» («Disney Legend»).
Також посмертно у 1996 році вона отримала нагороду Вінзора Маккея від голлівудського відділення Міжнародної асоціації анімаційного кіно (ASIFA-Hollywood).
21 жовтня 2011 року, в день 100-річчя художниці, пошуковий сервіс Google вшанував пам'ять Мері Блер, розмістивши на своїй стартовій сторінці логотип, стилізований під її роботи.